# Разиэль, Давид
Дави́д Разиэ́ль (фамилия при рождении: Розенсон) (19 ноября 1910, Сморгонь, Виленская губерния, Российская империя — 20 мая 1941, Ирак) — один из основателей и четвёртый руководитель подпольной военной организации «Иргуна» (с 1937 до 1941). Лидер движения «Бейтар».

## Биография
Давид Розенсон родился в семье Мордхе (Мордехая) и Блюмы Розенсон в Сморгони Виленской губернии (ныне Белоруссия). Блюма в девичестве Гордина была дочерью раввина Лейба Гордина и родной сестрой анархистов Абы Гордина и Вольфа Гордина. В возрасте трёх лет Давид Разиэль эмигрировал со своей семьёй в Палестину. Во время Первой мировой войны его семья, как и все российские подданные в Палестине (Эрец-Исраэль), была депортирована в Египет. Оттуда они вернулись в Россию, а в 1923 году опять переехали в подмандатную Палестину.
Учился в Тель-Авиве, а затем в Иерусалиме.
После погромов, устроенных арабами в 1928 году, присоединился к «Хагане», но после беспорядков 1929 года вышел из организации и вместе с другими её членами основал подпольную военную организацию «Иргун».
В 1937 году он стал четвёртым руководителем «Иргуна».
В 1936 арабское население Палестины подняло восстание против английских властей. В первые же его дни было убито 85 евреев. Английское правительство не предприняло против арабского восстания никаких мер. Арабский террор против евреев продолжался.
В ответ на убийства евреев руководство «Иргуна» решило применить вариант принципа «Око за око» в виде «ответных операций» против арабского насилия, «так, чтобы форма возмездия или его место должны были соответствовать нападению, которое вызвало её».. Таким образом, немалая часть атак Иргуна использовала тактику арабских террористов, не делавших различия между вооружённым противником и мирным населением
С июля 1938 года «Иргун» совершил ряд терактов против арабского населения страны. Среди них были нападения на арабских граждан и взрывы на арабских рынках, кинотеатрах, кафе и автобусах, в результате которых погибло более 240 человек.
Эти действия вызывали протест среди еврейского населения и в руководстве ишува. Главенствующая в сионистском движении в то время партия «МАПАЙ» издавала указания, направленные против действий Разиэля.
В мае 1939 года Давид Разиэль был арестован британской полицией и отправлен в тюрьму. В 1940 году он был отпущен из тюрьмы после того, как «Иргун» прекратил акции против Великобритании в связи с началом Второй мировой войны.
В 1941 году, после того как в Ираке в результате военного переворота пришли к власти прогерманские силы, Британия попросила Разиэля послать отряд бойцов для диверсионной операции по уничтожению нефтяных вышек возле Багдада, которые были важны для немецкой армии. Давид Разиэль решил лично участвовать в диверсии. Группа из четырёх человек вылетела из Израиля в Ирак 17 мая 1941 года. Игорь Ландер пишет, что под прикрытием этой задачи Разиэль планировал похитить укрывавшегося в Ираке муфтия Амина аль-Хусейни. В ходе этой операции 20 мая 1941 года Разиэль погиб от бомбы, сброшенной с немецкого самолёта.
Разиэль получил звание генерал-майор ЦАХАЛа посмертно. Его именем названо поселение Рамат-Разиэль возле Иерусалима, основанное членами «Иргуна» и «Бейтара», а также улицы в городах Израиля. Останки Разиэля первоначально были захоронены на британском военном кладбище в Хаббании (Ирак), а в 1961 году перезахоронены на горе Герцля в Иерусалиме.